# Tv 12 (fartyg)
Tv 12 är en motoryacht och före detta tullkryssare, som ritades av C.G. Pettersson och byggdes 1924 på Lundin och Johanssons varv i Önnered.
Tv 12 tjänstgjorde inom Tullverket till 1942. Hon är k-märkt sedan 2013.